# Bundesautobahn 542
Pour les articles homonymes, voir A542 et Autoroute A542.
La Bundesautobahn 542 est une Bundesautobahn dans le Land de Rhénanie-du-Nord-Westphalie.

## Géographie
Elle relie la Bundesautobahn 59 à l'échangeur autoroutier de Monheim-Süd avec la Bundesautobahn 3 à l'échangeur autoroutier de Langenfeld.

## Histoire
L'A 542 faisait partie du projet abandonné de l'A 54. Il est prévu de prolonger l'autoroute avec un nouveau pont sur le Rhin jusqu'à la Bundesautobahn 57 près de Cologne-Worringen, mais cette extension est abandonnée jusqu'à nouvel ordre pour des raisons de coûts.